# Zuid-Arabische Federatie

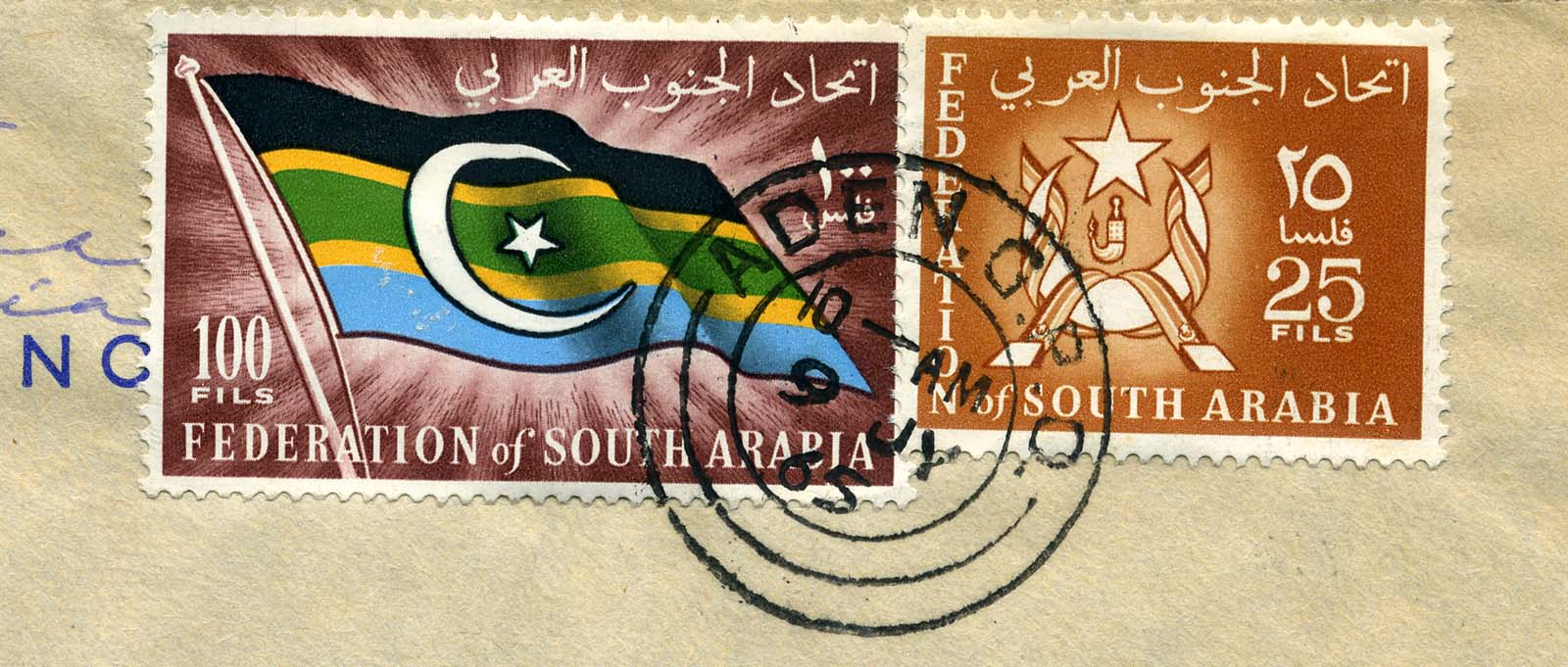
Postzegels gebruikt in de Zuid-Arabische Federatie

De Zuid-Arabische Federatie (Arabisch: اتحاد الجنوب العربي, Ittihad al-Janūb al-‘arabī) was een federatie van Britse protectoraten in het zuidwesten van het het Arabisch Schiereiland.

## Geschiedenis
De federatie werd op 4 april 1962 gevormd uit de Federatie van Zuid-Arabische Emiraten. Op 18 januari 1963 werd de kolonie Aden bij de federatie gevoegd. In juni 1964 kwam ook het Sultanaat opper-Aulauqi bij de Zuid-Arabische federatie.
In 1967 werd de federatie, samen met het Protectoraat Zuid-Arabië, onafhankelijk van het Verenigd Koninkrijk als de Democratische Volksrepubliek Jemen, ook bekend als Zuid-Jemen. Op 22 mei 1990 verenigde dit land zich met de Jemenitische Arabische Republiek (Noord-Jemen), om samen de Republiek Jemen te vormen.

## Lidstaten

### Lidstaten vanaf 1962
- Sultanaat Audhali
- Sultanaat Neder-Aulaqi
- Sultanaat Neder-Yafa
- Emiraat Beihan
- Emiraat Dhala
- Sjeikdom Dhatina
- Sultanaat Fadhli
- Sultanaat Lahej
- Sjeikdom Opper-Aulaqi
- Sjeikdom Aqrabi
- Sultanaat Wahidi Balhaf

### Later toegetreden staten
- Staat Aden - 18 januari 1963
- Sultanaat Haushabi - 30 maart 1963
- Sjeikdom Shaib - 30 maart 1963
- Sultanaat Opper-Aulaqi - juni 1964
- Sjeikdom Alawi - 1965
- Sjeikdom Maflahi - 1965